# 털사
털사(Tulsa)는 미국 중남부 오클라호마주에 있는 도시이다. 미국의 중남부 지역인 오클라호마 주에서 두번째로 큰 도시이다. 대한민국에서 '튤사'로 부르기도 하나 미국내에서 도시명 발음은 '털사'에 가깝다. 털사 주심지인 도시 지역 거주 인구는 413,505 명(2010)이고, 관할지역 즉 털사 군(카운티)의 인구 전체를 포함하면 1,251,172 명(2017)에 이른다. 미국의 중남부 주인 오클라호마 동북부, 털사 군의 군청소재지이며, 시역의 일부는 주변의 다른 몇 군에도 걸쳐 있다. 아칸소 강 연안에 위치한다.
본래 미국 원주민 마을이었으나, 20세기 초 부근에서 큰 유전을 발견하면서 갑자기 발전하기 시작하여 세계적인 석유도시가 되었다. 오클라호마 주에서 주 도시인 오클라호마시티 다음 가는 주 제2의 도시로, 석유산업 외에도 항공우주, 정보통신, 금융 등의 산업이 발달했다. 고등교육도 발달하여서, 상위권 사립 대학인 털사대학교와 오럴로버츠대학교가 있으며, 공립대학으로 오클라호마 주립 대학교와 오클라호마 대학교의 털사 캠퍼스가 있다. 산업발달과 도시의 발달로 인구가 성장하는 도시로 알려졌다.

## 도시 약사
본래 털사 지역은 북미 동부에 살던 원주민을 유럽 이주민 군대가 타지역으로 강제 이주시키던 19세기에, 미국 원주민인 로차포카 부족과 크리크 부족이 1836년 동부에서 이주하여 정착했던 장소였다. 현재도 털사 지역 내에서 크리크 부족 언어와 로차포카 부족 언어에서 유래한 지명들이 있다. 도시 이름인 털사라는 명칭 역시 크리크 부족 언어로 "오래 된 마을"(old town)을 뜻하는 "탈라시"에서 유래하여 사용한다. 털사 지역 주변으로 체로키 부족 일부를 포함하는 다른 부족들도 유입하여 현재까지 이른다. 20세기에 석유 산업의 중심으로 발전하였고, 석유산업에 집중한 산업군으로 석유산업 침체기에 어려움을 겪은 이후 다양한 산업을 육성하여 현재는 다양한 기술분야와 무선통신, 항공분야 산업이 털사 경제 기반이 되었다.

### 석유 도시
1898년 털사는 읍장을 뽑는 정도의 자치만 이뤄지던 마을이었다. 1901년 유정을 개발하면서 빠르게 발전하였다. 이후 석유개발이 털사를 중심으로 산업화하기 시작하면서 1930년 인구 140,000명의 도시로 발전하였다. 20세기 초반 시기를 지나며 석유 산업의 중심이 되면서, 털사는 명실공히 미국 석유 산업의 중심지, "세계 석유의 수도"로 불리기까지 하였다.

### 인종 폭동
털사 지역의 석유산업 급발전은 인종간 갈등을 낳았다. 털사에 정착했던 미국 원주민은 백인과 분리되어 원주민 자치구에서 생활하였으므로 백인과 원주민이 대립할 일은 없었다. 하지만, 석유 개발이 미국 전역에 알려지자 백인만이 아니라 주변 지역 흑인도 일자리를 찾으러 왔다. 새로 온 흑인들과 기존 백인들 사이에서 갈등이 크게 일어났다. 오클라호마 주에 있던 기존 흑인들을 중심으로 일자리를 찾으러 온 흑인이 늘면서 흑인 공동체가 형성되었다. 
털사의 흑인 지역은 다른 주 도시들과 달리 중산층 중심의 부유한 지역으로 발전 변화하였고, 당시에는 드물었던 흑인 전문직 종사자나 기술자, 공학자가 크게 늘어났다. 지역적으로 상업 지역과 문화 지역이 형성되었고, 흑인 중심 번화가를 형성하였다. 전문직 흑인과 새로 정착하는 흑인들이 백인들 일자리와 땅마저도 빼앗는다고 생각한 백인들은 이들과 대치하였다. 마침내 1921년 KKK단을 중심으로 백인들이 흑인 거주 지역을 공격하면서 백인과 흑인 간의 인종 폭동이 일어났다. 단순한 거리 소란 정도의 사건이 아니라, 계획을 미리 세우고 무기와 포탄을 준비한 백인들이 체계적으로 공격한 흑인 학살이었다. 경량 비행기를 이용해 다이너마이트를 투하하고 계획적이고 조직적인 침투와 대량의 총기 사용, 흑인 교수형 등으로 백인들이 철저히 진행했던 만행이었다. 공식 기록은 16시간 동안의 공격으로 흑인 23명과 백인 13명이 사망했다고 하나, 실제 증언에 따르면 300명이 넘는 사망자가 있었고 대부분이 흑인이었다. 대부분 흑인인 800명 이상이 상해를 입어 병원에 입원하였고, 도시 내 35개 구역에 걸쳐 1,256개 건물이 불 타거나 무너져 약 10,000명의 흑인이 집을 잃었다. 당시에 이에 대한 보상은 충분히 이뤄지지도, 조사도 충실히 진행되지도 않았다. 미국 내 인종 폭동으로 가장 큰 규모로 체계적인 계획을 따라 발생한 사건으로 기록한다.

### 국도 66번
털사 경제 발전의 젖줄인 66번 국도를 1925년 완공했다. 시카고와 로스앤젤레스를 잇는 66번 국도가 털사를 중심으로 완공하였다. 이 66번 도로는 털사의 발전에 큰 영향을 주었고, 오클라호마 주의 경제에도 좋은 결과가 되었다. 이 도로를 연결하도록 사업을 펼친 사이러드 애버리는 현재에도 '66번 도로의 아버지'라고 불린다. 이 도로는 경제만이 만이 아니라 다양한 문화가 발전하도록 영향을 주어 흔히 웨스턴 스윙이라고 부른 음악을 형성하게 하였다. 현재도 이 도로를 중심으로 웨스턴 스윙은 그 영향력이 여전히 남아 있으며, 많은 음악가 활동도 이 도로를 중심으로 형성했다.

### 도시의 발전
20세기 중반부터 산업의 발전으로 공원, 박물관, 장미정원과 사회간접자본에 대한 투자로 아름다운 공공시절과 지역을 형성하였다. 1950년대 미국에서 아름다운 도시중의 하나로 알려졌다. 털사의 석유산업 의존도는 미국 정부의 석유정책에 좌우되어 털사는 미국 연방정부의 석유관리 정책의 변동으로 침체기를 겪기도 했다. 점차 석유만이 아니라 다양한 산업을 확장하는 정책을 취했고, 21세기 초인 현재는 다양한 산업인 항공우주, 정보통신, 금융, 육가공 등의 산업이 안정적으로 발달하였다.

## 문화
털사의 문화는 미국 내에서 중서부와 남부의 문화적 배경을 지니며, 미국 원주민의 문화도 남아 있다. 도시에는 다양한 박물관과 문화적 중심지, 예술 공연, 인종별 축제, 공공 문화 시설까지 고르게 발전하였다.

### 문화 행사
다양한 박물관이 제공되어 문화 예술만이 아니라 원주민의 역사를 알리는 박물관도 있으며, 석유 산업의 발전기에 남은 다양한 시설과 석유 관련 행사의 흔적들이 잘 보존되었다. 미국의 서부나 동부와는 다르게 안적정인 문화적 배경을 지니며, 급진보다는 중도나 약 보수적 문화 배경을 보인다. 다양한 행사와 축제들이 마련되고, 그리스인, 멕시코인, 아시아인들의 축제도 마련되어 성대히 개최되지만, 동성연애, 인종우월 등과 같이 논란의 여지가 남는 행사들은 문화적으로 받아들여지지 않는다.

### 사회적 경향
개신교 영향이 큰 바이블 벨트(bible belt)에 속하는 지역으로 개신교 전통과 미국 개척자 정신이 강조되는 지역이다. 바이블 벨트 지역은 흔히 기독교 근본주의의 지역으로 알려졌지만, 털사는 보수적 성향의 개신교의 영향을 받지만 기독교 근본주의의 활동은 매우 적다. 털사의 기독교 문화는 대체로 보수적인 신복음주의와 중도적 개신교 교파가 주류를 이루고, 일반 생활에서도 전체적으로 중도보수파 성향의 문화적 배경을 지녔다. 청교도적 가치도 존중하는 지역으로 털사가 속한 오클라호마주는 주류 판매가 엄격하고, 도박 자체가 금지되어 가벼운 도박인 복권 판매도 금지된 지역이다. 털사에서도 흡연, 주류 구매와 섭취에는 엄격한 법규가 있어서 공공장소인 공원에서 맥주도 마실 수 없고, 어떠한 종류의 복권도 판매하지 못한다.

### 인종 화합
1921년의 인종 폭동 이후 인종간 화합을 위해 여전히 노력을 기울이며, 인종 평등권에 대한 관심도 높은 지역이다. 정책적으로 백인과 다른 인종의 비율을 유지하는 정책을 실행하며, 인종 평등 활동에 대해서 관심이 높으며, 인종 차별은 주변 남부 지역만이 아니라 주변 주에 비해 매우 엄격하게 제재하는 지역이다.

## 음식

### 유명 바베큐
오클라호마는 육가공이 발전한 지역으로 털사는 그 중심에 있다. 질 좋은 고기의 가격이 저렴하여 다양한 바베큐 요리 방식이 발전하고 전해지며, 다양한 바베큐 식당들이 있다. 훈제 바베큐는 매우 유명하여, 미국 전역에 식품을 공급하는 공장이 있으며, 미국 중부지역의 다양한 베베큐 식당의 브랜드가 털사에서 유래하기도 하였다. 독특한 훈제 바베큐 요리는 여전히 유명하고, 많은 식당에서 즐길 수 있다. 

### 수제 햄버거
수제 햄버거도 서부나 동부의 도시에 비해 더 크고 품질도 더 좋은 편이다. 유명 프렌차이즈 햄버거 가게만큼이나 수제 햄버거 식당들이 있다. 수제 햄버거는 빵과 채소, 다양하고 독특한 지역 소스를 선택하며, 햄버거 패트는 두드린 소고기를 선택해 굽기 정도를 주문한다. 푸짐한 크기로 손으로 들고 먹기 어려워 포크와 칼을 사용해야 한다.

### 칠리 요리와 외국 음식
오래전부터 멕시코 문화에 친숙한 지역으로 다양한 칠리 요리와 관련 음식들이 있다. 중부 지역의 유명 칠리 식당들도 털사가 본부인 식당들이 있을 정도로 칠리요리와 미국식 멕시코 요리가 발전하였다. 멕시코 요리 이외에도 그리스 식, 시리아 식 고기 요리가 유명한 식당들이 있다.

### 미국 남부 요리
미국 남부식 요리가 발전한 지역인 털사는 텍사스를 포함하는 남부지역의 요리가 잘 보존된 지역으로 다양한 고기와 농업 지대의 곡물을 이용하는 남부식 요리가 강한 영향으로 남았고, 미국 남부식 요리 식당도 발달하였다. 텍사스에서 유명한 양파튀김요리도 쉽게 접할 수 있고, 남부식 가정요리를 흔히 접할 수 있다.

## 교통 및 지역

### 운전 환경
오클라호마주는 대한민국 정부와 운전면허 교환발급이 가능한 주로 대한민국 국민 중 이민이나 유학, 장기 업무로 미국의 주민번호인 사회보장번호를 발급 받을 경우에는 털사에서 대한민국 운전면허증을 몇 가지 과정만 거치고 시험 없이 미국 운전면허증으로 교환할 수 있다. 계획도시이므로 도로가 직선이고 넓어서 운전 환경이 좋은 편이다. 하지만 도로 관리 측면에서 대부분의 미국내 도로 관리는 대한민국 관리 수준보다는 떨어져서, 털사 역시 대한민국의 도로 수준에 비하면 도로 유지 보수 처리가 늦고, 관리 수준도 떨어진다. 도심을 조금 벗어나면 도로에 갈라지거나 파인 곳을 주의해야 한다. 도시 규모에 비해 인구 밀도도 낮아 도심을 제외하고 교통 체증이 매우 적어서 처음 방문한 사람도 큰 어려움 없이 운전할 수 있다. 하지만, 도심과 번화가에서 벗어나면 신호등이 없는 사거리들이 자주 나타나며 오클라호마주 교통법에 따라 신호등이 없는 경우 사거리에서는 반드시 정차해야 하고, 먼저 도착한 차량이 사거리를 우선적으로 지나갈 수 있다.

### 대중교통
대중교통은 미국 중견도시로서는 잘 갖춰진 편이나, 다른 미국 중견도시와 비교해 나은 것으로, 한국 중견 도시와 비교한다면 대중교통은 불편하다. 대부분 버스의 배차와 노선은 도심을 중심으로 형성되었다. 도심에서는 버스 이용에 큰 불편은 없다.
하지만 털사 대부분을 차지하고, 주민의 실제 거주지인 도심 주변인 주택단지 지역은 전혀 다르다. 도심 주변의 대중교통은 버스 정류장 사이 거리가 대한민국 중견도시 정류장 거리의 2~3배 정도이고, 배차 간격도 한 시간이나 두 시간에 1대 정도로 일상생활에서 자주 이용하기는 어렵다. 도심을 벗어나면 승용차를 이용하는 편이 훨씬 편리하다.

### 항공 시설
대한민국에서 털사 행 비행항로는 인천에서 시카고 국제공항에 도착한 후 시카고 국내공항으로 이동하여 털사로 가는 비행기로 갈아타는 항로가 가장 편리하다. 털사 국제공항을 통해 시카고 오헤어 국제공항, 댈러스 포트워스 국제공항, 샬롯 더글러스 국제공항, 매캐런 국제공항, 마이애미 국제공항, 하츠필드 잭슨 애틀랜타 국제공항, 디트로이트 메트로폴리탄 웨인 카운티 공항, 미니애폴리스 세인트폴 국제공항, 솔트레이크시티 국제공항, 댈러스 러브 필드, 덴버 국제공항, 윌리엄 P. 호비 공항, 피닉스 스카이 하버 국제공항, 조지 부시 인터콘티넨털 공항, 워싱턴 덜레스 국제공항 등을 갈 수 있다.

### 도시 치안
털사 지역은 미국내에서 범죄율이 낮은 안전한 도시지만 북부 털사 일부지역은 다른 털사 지역에 비해 범죄율이 높다. 털사 북부의 일부 지역은 여행시에는 피하는 편이 좋다. 털사 남부 지역에서는 저녁 이후에도 산책을 다닐 수 있고, 야간 시장이 열리기도 한다. 자전거 도로를 시정부가 계획적으로 설치하여, 생활에서 자전거를 이용하기 편리하다. 시내버스 노선이 있지만 도심을 중심으로 하며, 도심을 벗어난 주택지역은 버스 이용이 어렵다.

## 기후와 생활
연간 기후는 여름과 겨울을 중심으로 여름의 온도는 최대 40도까지 올라가고, 겨울은 최하 영하 3도이다. 여름이 길고 더워서 5월부터 9월까지 더운 날씨이다. 6월에서 8월에는 40도가 넘기도 한다. 연간 강수량이 1,000밀리미터 정도로 강수량은 낮고, 비는 4월-6월과 9월-10월에 조금 많은 편이다.
강수량도 적은 편이지만 주변에 가뭄을 대비하는 인공 저수지가 잘 설치되어 있다. 과거 심각한 가뭄을 겪었던 지역이었고, 가뭄 관리에 철저한 지역으로 수도로 공급되는 수질도 좋다.
| 털사 (털사 국제공항)의 기후                                                                    | 털사 (털사 국제공항)의 기후 | 털사 (털사 국제공항)의 기후 | 털사 (털사 국제공항)의 기후 | 털사 (털사 국제공항)의 기후 | 털사 (털사 국제공항)의 기후 | 털사 (털사 국제공항)의 기후 | 털사 (털사 국제공항)의 기후 | 털사 (털사 국제공항)의 기후 | 털사 (털사 국제공항)의 기후 | 털사 (털사 국제공항)의 기후 | 털사 (털사 국제공항)의 기후 | 털사 (털사 국제공항)의 기후 | 털사 (털사 국제공항)의 기후 |
| 월                                                                                             | 1월                         | 2월                         | 3월                         | 4월                         | 5월                         | 6월                         | 7월                         | 8월                         | 9월                         | 10월                        | 11월                        | 12월                        | 연간                        |
| ---------------------------------------------------------------------------------------------- | --------------------------- | --------------------------- | --------------------------- | --------------------------- | --------------------------- | --------------------------- | --------------------------- | --------------------------- | --------------------------- | --------------------------- | --------------------------- | --------------------------- | --------------------------- |
| 역대 최고 기온 °C (°F)                                                                         | 28 (82)                     | 32 (90)                     | 37 (99)                     | 39 (102)                    | 38 (100)                    | 42 (108)                    | 45 (113)                    | 46 (115)                    | 43 (109)                    | 37 (98)                     | 32 (89)                     | 27 (80)                     | 46 (115)                    |
| 일평균 최고 기온 °C (°F)                                                                       | 9.4 (48.9)                  | 12.2 (54.0)                 | 17.4 (63.3)                 | 22.3 (72.1)                 | 26.5 (79.7)                 | 31.3 (88.4)                 | 34.2 (93.6)                 | 33.9 (93.0)                 | 29.3 (84.8)                 | 23.1 (73.6)                 | 16.3 (61.4)                 | 10.5 (50.9)                 | 22.2 (72.0)                 |
| 일일 평균 기온 °C (°F)                                                                         | 3.6 (38.5)                  | 6.0 (42.8)                  | 11.1 (52.0)                 | 16.0 (60.8)                 | 20.9 (69.6)                 | 25.9 (78.6)                 | 28.6 (83.4)                 | 27.9 (82.2)                 | 23.2 (73.8)                 | 16.8 (62.3)                 | 10.2 (50.4)                 | 5.0 (41.0)                  | 16.3 (61.3)                 |
| 일평균 최저 기온 °C (°F)                                                                       | −2.2 (28.0)                 | −0.2 (31.7)                 | 4.8 (40.7)                  | 9.7 (49.5)                  | 15.3 (59.5)                 | 20.4 (68.7)                 | 22.8 (73.1)                 | 21.9 (71.5)                 | 17.1 (62.8)                 | 10.5 (50.9)                 | 4.1 (39.4)                  | −0.5 (31.1)                 | 10.3 (50.6)                 |
| 역대 최저 기온 °C (°F)                                                                         | −27 (−16)                   | −26 (−15)                   | −19 (−3)                    | −6 (22)                     | 0 (32)                      | 9 (49)                      | 11 (51)                     | 9 (48)                      | 2 (35)                      | −9 (15)                     | −12 (10)                    | −22 (−8)                    | −27 (−16)                   |
| 평균 강수량 mm (인치)                                                                          | 41 (1.63)                   | 41 (1.62)                   | 79 (3.10)                   | 111 (4.37)                  | 146 (5.73)                  | 118 (4.65)                  | 96 (3.76)                   | 86 (3.38)                   | 98 (3.85)                   | 96 (3.78)                   | 68 (2.66)                   | 62 (2.43)                   | 1,042 (40.96)               |
| 평균 강설량 cm (인치)                                                                          | 6.9 (2.7)                   | 4.6 (1.8)                   | 5.3 (2.1)                   | trace                       | 0 (0)                       | 0 (0)                       | 0 (0)                       | 0 (0)                       | 0 (0)                       | trace                       | 1.8 (0.7)                   | 5.8 (2.3)                   | 24 (9.6)                    |
| 평균 강수일수 (≥ 0.01 인치)                                                                    | 6.1                         | 6.6                         | 8.7                         | 8.5                         | 10.5                        | 9.8                         | 6.4                         | 6.6                         | 8.0                         | 7.9                         | 6.8                         | 7.0                         | 92.9                        |
| 평균 강설일수 (≥ 0.1 인치)                                                                     | 1.9                         | 1.3                         | 0.6                         | 0                           | 0                           | 0                           | 0                           | 0                           | 0                           | 0                           | 0.2                         | 1.6                         | 5.6                         |
| 평균 상대 습도 (%)                                                                             | 66.7                        | 65.2                        | 61.6                        | 61.2                        | 69.1                        | 69.3                        | 63.6                        | 64.5                        | 70.1                        | 66.4                        | 67.4                        | 68.5                        | 66.1                        |
| 평균 월간 일조시간                                                                             | 175.8                       | 171.7                       | 219.6                       | 244.4                       | 266.7                       | 294.8                       | 334.7                       | 305.3                       | 232.5                       | 218.6                       | 161.1                       | 160.8                       | 2,786                       |
| 가능 일조율                                                                                    | 57                          | 56                          | 59                          | 62                          | 61                          | 67                          | 75                          | 73                          | 63                          | 63                          | 52                          | 53                          | 63                          |
| 출처: 미국 해양대기청 (평년값: 1991년~2020년, 극값: 1893년~현재, 상대습도/일조: 1961년~1990년) |                             |                             |                             |                             |                             |                             |                             |                             |                             |                             |                             |                             |                             |

### 날씨
생활습도는 연평균 60-70%로 매월 비슷한 정도이지만 여름에는 뜨거운 날씨와 겨울에는 온풍기 사용으로 실생활에서는 건조하게 느껴진다. 에어컨 사용시간이 길어서 여름에 가정과 사무실에서는 건조해져서 흔히 저온 가습기를 사용한다. 겨울은 난방으로 온풍기를 가동하므로 실내 습도가 낮아진다. 겨울에는 온도가 보통 영하 3도 이하로 내려가지 않고, 60-70% 습도로 생활하기에 적당하다. 겨울에는 가끔씩 북풍의 영향이 커질 경우, 캐나다에 인접한 미국 북부의 겨울 냉풍이 내려와서 갑자기 영하 10도 이하로 떨어지기도 한다.
하루의 일교차가 큰 편이다. 주변에 산이 없는 평지에 형성된 도시로 바람에 의해서 하루 날씨의 변화가 있다. 평야 지역으로 여름에는 해가 지면 지면 온도가 갑자기 떨어져, 아침과 낮과 밤 온도의 차이가 빠르게 변하곤 한다.

### 야외 활동
여름에는 온도만큼이나 직사광선량도 많아져서 햇볕으로 인한 피부암 위험이 높은 백인들은 운동하는 경우가 아니면 대체로 얇고 밝은 색의 긴팔 상의를 입는다. 방송에서도 여름 야외활동을 하는 경우에 모자, 색안경을 착용하고, 밝은 색의 긴팔 상의와 하의를 입으라고 권한다. 여름에는 공원과 같은 공공장소에서 어린아이에서 노인까지 모두 색안경을 착용하는 진풍경을 볼 수도 있다. 한여름에는 햇볕에 긴 시간 노출되면 햇빛 화상을 입을 수 있으므로 모자와 밝은 색 긴팔 옷을 착용하는 편이 좋다. 여름에도 매우 드물게 캐나다 북극 지방 한파 영향으로 서늘한 날씨가 되기도 한다. 몇 년에 한 번 정도이고 이틀 넘게 지속하지는 않는다.
겨울에는 온도가 영하 3도 이하로 내려가는 경우가 별로 없고, 대한민국 겨울과 달리 평균 습도가 60-70% 정도로 생활하기에 습도가 적당하다. 겨울에도 온도가 크게 낮지 않아서 겨울 야외에서 운동을 하거나 활동하기에 어렵지 않다. 야외 활동 중에 두꺼운 외투를 입지 않고도 겨울활동을 즐길 수 있다. 겨울에는 낮에 눈이 내리는 경우가 거의 없고, 밤에 눈이 내리는 경우에도 대부분 아침이 되면 녹아서 눈을 치우는 번거러움은 없다. 눈이 조금 많이 내리는 경우에는 운전자들이 눈에서 운전한 경험이 부족해서 미끄럼 사고가 자주 발생한다. 몇 년에 한번 정도 캐나다 북극지방에서 내려온 한파로 영하 10도 정도로 내려가는 경우가 있기는 하나 하루 이상 지속하는 경우는 드물다.

### 날씨와 잔디
잔디가 매우 잘 자라는 기후로 잔디 질이 좋아서 골프장이 유명하다. 매년 미국 내 골프 프로 경기가 털사에 있는 골프장 중에서 개최된다. 골프장 이용료도 주변 주에 비하면 저렴한 편이어서, 골프를 생활 체육으로 여긴다. 잔디가 잘 자라는 탓에 일반 가정 주택의 마당 잔디에도 잔디 길이 제한 법령이 있다. 이를 어길 경우에는 벌금이 부과된다. 잔디 깎는 기계 수요가 많아 잔디 기계 제조 회사들의 후원으로 잔디와 벌초 기계 관련 행사가 열리기도 한다. 매주 토요일이면 가정에서 마당의 잔디를 깎는 모습을 흔히 볼 수 있다.

### 토네이도 간접 영향
중부지역인 오클라호마 주는 토네이도 발생이 상대적으로 높은 주이다. 털사 역시 토네이도 간접 영향권에 있다. 직접적인 피해를 입지는 않지만 먼 거리에서 토네이도가 발생할 때 천둥, 번개, 바람, 소나기, 우박 등으로 간접적인 피해를 입기도 한다. 근래에는 토네이도 발생 경로가 불안정해져서 2017년에 소형 토네이도가 도시 주변 지역에서 발생하여 두 군데 식당이 일부 파손되고 대여섯 명이 경상을 입어 치료를 받았다.

## 인구
| 인구조사                            | 인구    | Note   | %±       |
| ----------------------------------- | ------- | ------ | -------- |
| 1900년                              | 1,390   |        | —        |
| 1910년                              | 18,182  |        | 1,208.1% |
| 1920년                              | 72,075  |        | 296.4%   |
| 1930년                              | 141,258 |        | 96.0%    |
| 1940년                              | 142,157 |        | 0.6%     |
| 1950년                              | 182,740 |        | 28.5%    |
| 1960년                              | 261,685 |        | 43.2%    |
| 1970년                              | 331,638 |        | 26.7%    |
| 1980년                              | 360,919 |        | 8.8%     |
| 1990년                              | 367,302 |        | 1.8%     |
| 2000년                              | 393,049 |        | 7.0%     |
| 2010년                              | 391,906 |        | −0.3%    |
| 2019 (추산)                         | 401,190 | [ 10 ] | 2.4%     |
| U.S. Decennial Census 2018 Estimate |         |        |          |

## 자매 도시
- 중화인민공화국 베이하이
- 독일 첼레
- 중화민국 가오슝
- 멕시코 산루이스포토시
- 이스라엘 티베리아스
- 일본 우쓰노미야
- 러시아 젤레노그라드
- 프랑스 아미앵